# Клюєвка (Бурятія)
Клюєвка (рос. Клюевка) — селище Кабанського району, Бурятії Росії. Входить до складу Сільського поселення Клюєвське.
Населення — 1231 особа (2015 рік).